# NGC 4436
NGC 4436 (другие обозначения — UGC 7573, MCG 2-32-66, ZWG 70.96, VCC 1036, PGC 40903) — линзообразная галактика (S0) в созвездии Девы.
Испытывает приливное взаимодействие с NGC 4431, угловое расстояние между галактиками составляет 3,7 минуты дуги, что в проекции на картинную плоскость на расстоянии до них составляет 18 килопарсек. Кривая вращения галактики асимметрична: в одной стороне галактика вращается быстрее, а ближе к центру более регулярно, чем в другой стороне. Аномалии могут быть вызваны наличием рядом крупных галактик, включая NGC 4431, а также более мелких. Ядро галактики по кинематике отделено от остальных частей.
Этот объект входит в число перечисленных в оригинальной редакции «Нового общего каталога».